# Executiv

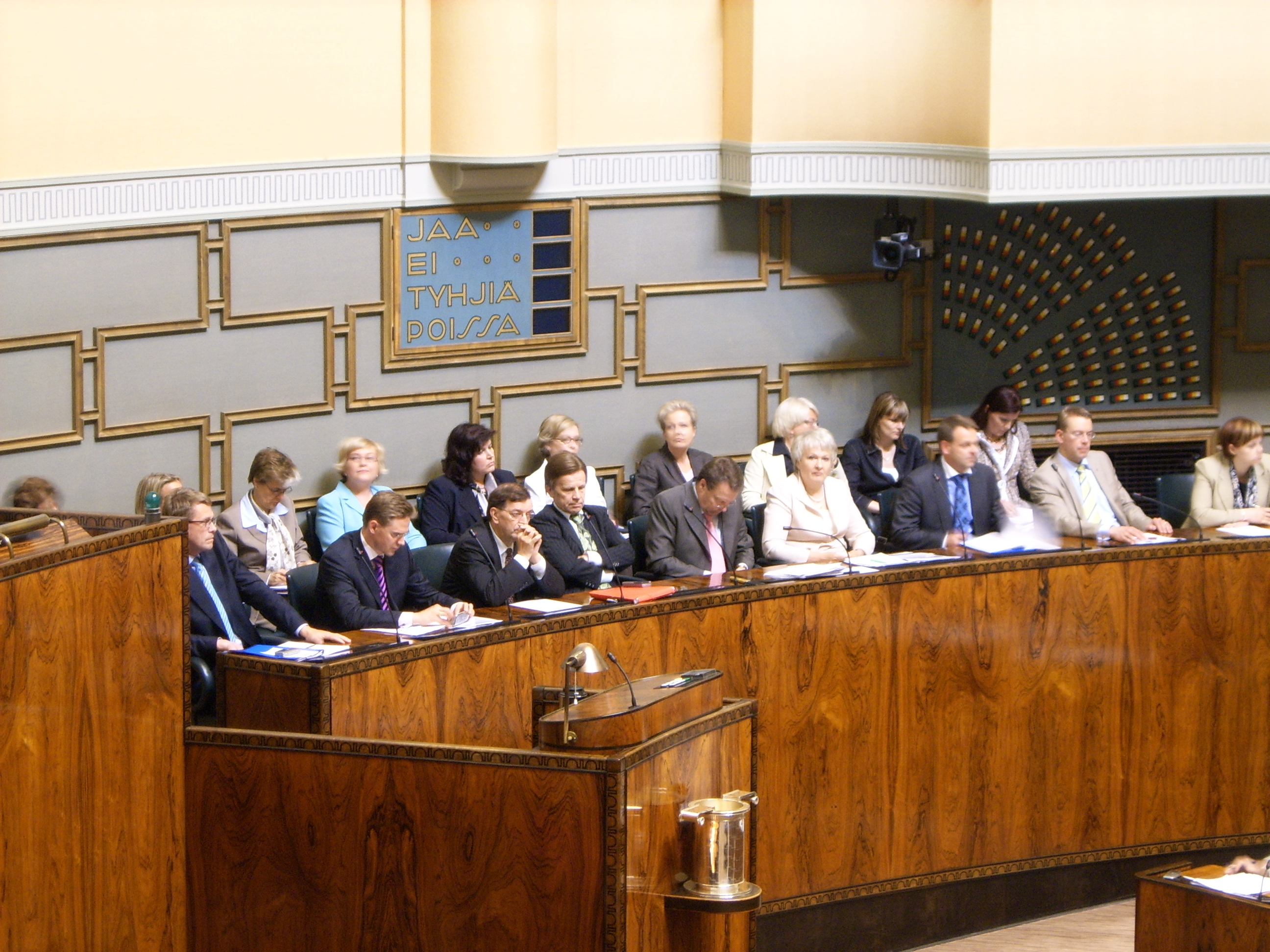
Cabinetul Vanhanen II, într-o sesiune a Parlamentului finlandez din 2007

Ramura executivă este partea guvernului care execută sau aplică legea.

## Tipuri
Într-un sistem parlamentar, un ministru responsabil în fața legislativului este șeful guvernului, în timp ce șeful statului este de obicei un monarh sau președinte, în mare parte ceremonial.
Într-un sistem prezidențial, liderul executivului este atât șeful statului, cât și șeful guvernului. În unele cazuri, cum ar fi Coreea de Sud, există un prim-ministru care îl asistă pe președinte, dar care nu este șeful guvernului, ci al doilea în lanț.
Într-un sistem semi-prezidențial, cum este cazul Franței sau României, atribuțiile executive sunt împărțite între un președinte ales direct și un prim-ministru responsabil în fața parlamentului. Președintele este șeful statului și are competențe semnificative, în special în domeniile politicii externe și apărării, în timp ce prim-ministrul conduce guvernul și administrează afacerile interne, cu sprijinul și controlul legislativului.

## Caracteristici
Sfera puterii executive variază considerabil în funcție de contextul politic în care aceasta apare și se poate modifica în timp într-o anumită țară. În statele democratice, executivul exercită adesea o influență largă asupra politicii naționale, deși de regulă sunt impuse limitări asupra acestei puteri.
În sistemele politice bazate pe separarea puterilor, autoritatea guvernamentală este distribuită între mai multe ramuri pentru a preveni concentrarea puterii în mâinile unei singure persoane sau grup. Pentru a realiza acest lucru, fiecare ramură este supusă controlului celorlalte două:
- legislativul are rolul de a adopta legi,
- executivul aplică legile adoptate și poate promulga ordine executive,
- sistemul judiciar interpretează aceste legi.

În sistemele politice bazate pe fuziunea puterilor, în special în regimurile parlamentare (precum Regatul Unit), executivul formează guvernul, iar membrii săi aparțin partidului politic care controlează legislativul. Deoarece executivul are nevoie de sprijinul și aprobarea legislativului, cele două corpuri sunt „fuzionate”, mai degrabă decât independente. Principiul suveranității parlamentare implică faptul că puterile deținute de executiv depind exclusiv de cele acordate de legislativ, care poate supune acțiunile sale și controlului judiciar. Cu toate acestea, executivul deține adesea puteri extinse datorită controlului asupra birocrației guvernamentale, în special în domenii precum politica economică sau politica externă.
În acest context, executivul este format dintr-un lider (i) dintr-un birou sau din mai multe birouri. În mod specific, rolurile de conducere de vârf ale ramurii executive pot include:
- șeful statului - adesea monarhul, președintele sau liderul suprem, reprezentantul principal și simbolul viu al unității naționale
  - șeful guvernului - adesea prim-ministrul, care supraveghează administrarea tuturor afacerilor statului.
    - ministrul apărării - supraveghează forțele armate, stabilește politica militară și administrează siguranța externă.
    - ministrul de interne - supraveghează forțele de poliție, aplicarea legii și administrează contrulul intern.
    - ministrul de externe - supraveghează serviciul diplomatic, stabilește politica externă și administrează relațiile externe.
    - ministrul de finanțe - supraveghează trezoreria, stabilește politica fiscală și administrează bugetul național.
    - ministrul justiției - supraveghează urmărirea penală, sistemul penitenciar și punerea în aplicare a hotărârilor judecătorești.

## În Franța
Puterea executivă din Franța este ambivalentă - împărțită între președinte și guvern (organism colegial), condusă de prim-ministru. Președintele are putere semnificativă, însă coordonează acțiunile  în comun cu alte organe de stat, iar guvernul este responsabil pentru implementarea puterii executive. Guvernul definește sarcinile și prioritățile politicii de stat. Guvernul este format în felul următor: președintele numește premierul, precum și membrii guvernului la propunerea premierului.

## Vezi și
- Constituție
- Diarhie
- Judiciar
- Legislativ
- Monarhie
- Reformă legală
- Conducere conform legii superioare
- Separarea puterilor